# Sint-Petruskerk (Chevremont)
De Sint-Petruskerk was een rooms-katholiek kerkgebouw, gelegen aan de Sint-Pieterstraat in de Kerkraadse wijk Chevremont.

## Geschiedenis
Vanwege de groei van Kerkrade, ten gevolge van de mijnen, was de Sint-Lambertuskerk te klein geworden en wenste men de parochie te splitsen. In 1904 werden vier grote steenovens gebouwd om de benodigde 850.000 bakstenen te vervaardigen. In 1905 werd een noodkerk in gebruik genomen en in 1907 werd de definitieve kerk ingewijd. Dat de mijnen Laura en de Domaniale mijn aanzienlijk bijdroegen aan de bouw ervan is vanuit het perspectief van bestrijding van sociale onrust te verklaren.
In 1919 kwam er een katholieke lagere school in Haanrade en in 1927 werd daar een rectoraat opgericht dat aanvankelijk ondergeschikt was aan Chevremont en al spoedig (1931) de Heilig Hart van Jezuskerk in gebruik nam. In 1924 werd een patronaatshuis en een katholieke jongensschool in gebruik genomen en al eerder vestigden zich de Ursulinen in Chevremont om een meisjespatronaat op te richten.
Na de Tweede Wereldoorlog bleek de kerk van oorlogs- en mijnschade te lijden hebben, er ontstond concurrentie van de vele opgerichte parochies in de diverse naburige woonwijken, zoals de Onze-Lieve-Vrouw-Tenhemelopnemingskerk (1953) en de Blijde Boodschapkerk (1965). Vanaf 1968 stond het voortbestaan van de parochie onder druk en in 1972 werd de Sint-Petruskerk onttrokken aan de eredienst. Daarna deed de kerk nog dienst als meubelopslagplaats en in 1980 werd het gebouw gesloopt. Op de plaats daarvan werden woningen gebouwd.

## Gebouw
Het gebouw was een ontwerp van Jozef Seelen. Het betrof een neoromaanse basilicale kruiskerk waarvan de voorgevel geflankeerd werd door twee zware vierkante torens met rombisch dak. De voorgevel was voorzien van een roosvenster.